# Без ошейника
«Без ошейника» — украинский художественный фильм режиссёра Радомира Василевского.

## Сюжет
Семиклассник Олег Гудков спас бездомную дворнягу, привёл её домой и неожиданно понял, что может разговаривать с псом. Собака рассказала Олегу о своей жизни и любви к породистой догине Гере, а мальчик псу — о своих тайнах и сокровенных желаниях. Сюжетная линия продолжается несколькими предательствами новоявленного хозяина, который в финале осознаёт свои ошибки и отправляется на поиски пропавшей собаки.

## В ролях
- Артур Майн — Олег Гудков
- Наташа Глуган — Лина Корнеева
- Марина Дюжева — Мама Олега
- Владимир Носик — Отец Олега
- Валентина Салтовская — Бабушка Олега
- Наталья Бузько — Мама Лины
- Аристарх Ливанов — Папа Лины
- Виктор Павлов — Хавкин Николай Петрович
- Наталия Позднякова — Хавкина Адочка Денисовна
- Александр Ильин — Хозяин Сэма
- Вячеслав Ушанов — Хозяин Лорда
- Алексей Заливалов — Хозяин Рекса
- Любовь Руднева — Хозяйка Джульбарса (Джули)
- Алексей Агопьян — Хозяин Джульбарса (Джули)

## Съёмочная группа
- Авторы сценария: Игорь Агеев, Александр Жилин
- Режиссёр-постановщик: Радомир Василевский
- Оператор-постановщик: Леонид Бурлака
- Композитор и запись музыки: Ольга Юдакина
- Поэт: Юрий Энтин

## Награды
- IV Международный детский кинофестиваль «Артек», 1996
  - Приз и диплом «За самый добрый фильм»
  - Приз и диплом «Лучшему мальчику-актеру» — Артур Майн
  - Приз и диплом «За лучшую музыку» — Ольга Юдакина
  - Диплом «За верность отечественному киноискусству и творческий поиск» — Сер Гай Юлий Цезарь ибн Хоттаб Абдул Оглы а-ля Казанова Первый
  - Диплом «За дрессуру» — Алексей Ворончук
- V Открытый фестиваль детского, юношеского и молодёжного кино «Хрусталеві джерела», г. Сумы (Украина), 1996- Приз и диплом «За лучший фильм»
- Всеукраинский телевизионный фестиваль для детей и юношества «Золоте курча», г. Киев (Украина), 1997
- III Городской детский кинофестиваль «Эхо „Артека“ в Обнинске», г. Обнинск (Россия), 1997
- Детский кинофестиваль стран СНГ, 1997- Специальный приз «За развитие гуманистической темы в детском кино» — Игорь Агеев
- Фестиваль детских фильмов, Болгария, 1997 — Лауреат фестиваля